# Rally Tierras Altas de Lorca de 2021
El Rally Tierras Altas de Lorca de 2021 fue la 10.º edición, la segunda ronda de la temporada 2021 del Súper Campeonato de España de Rally y la primera de la Copa de España de Rallyes de Tierra. Se celebró del 23 al 24 de abrily contó con un itinerario de seis tramos que sumaban un total de 101,44 km cronometrados. Fue también puntuable para los campeoantos de Andalucía y de Murcía de tierra, la Copa 2RM Proto y la Copa Kobe Motor.

## Itinerario
| Día   | Tramo | Nombre   | Distancia | Hora  | Ganador           | Tiempo    | Líder             |
| ----- | ----- | -------- | --------- | ----- | ----------------- | --------- | ----------------- |
| Día 1 | TC1   | A1       | 23.27 km  | 08:48 | Jan Solans        | 13:47.0   | Jan Solans        |
| Día 1 | TC2   | A2       | 23.27 km  | 11:36 | Cancelado         | Cancelado | Jan Solans        |
| Día 1 | TC3   | B1       | 14.96 km  | 14:54 | Nasser Al-Attiyah | 8:53.8    | Jan Solans        |
| Día 1 | TC4   | C1 (TC+) | 12.49 km  | 15:32 | Léo Rossel        | 7:27.8    | Jan Solans        |
| Día 1 | TC5   | B2       | 14.96 km  | 17:45 | Nasser Al-Attiyah | 8:30.9    | Jan Solans        |
| Día 1 | TC6   | C2       | 12.49 km  | 18:23 | Nasser Al-Attiyah | 6:53.3    | Nasser Al-Attiyah |

## Clasificación final
| Pos. | Piloto               | Copiloto             | Automóvil              | Tiempo  | Diferencia |
| ---- | -------------------- | -------------------- | ---------------------- | ------- | ---------- |
| 1.   | Nasser Al-Attiyah    | Mathieu Baumel       | Volkswagen Polo GTI R5 | 45:42.3 | 0.0        |
| 2.   | Jan Solans           | Rodrigo Sanjuan      | Citroën C3 Rally2      | 45:48.5 | +6.2       |
| 3.   | José Antonio Suárez  | Alberto Iglesias Pin | Škoda Fabia Rally2 evo | 46:18.7 | +36.4      |
| 4.   | Gorka Eizmendi       | Diego Sanjuan        | Škoda Fabia R5         | 47:15.1 | +1:32.8    |
| 5.   | Iván Ares            | David Vázquez        | Hyundai i20 R5         | 47:32.6 | +1:50.3    |
| 6.   | Alexander Villanueva | Víctor M. Ferrero    | Citroën C3 Rally2      | 47:48.4 | +2:06.1    |
| 7.   | Eduard Pons          | Alberto Chamorro     | Škoda Fabia Rally2 evo | 48:52.5 | +3:10.2    |
| 8.   | Surhayen Pernía      | Alba Sánchez         | Hyundai i20 R5         | 49:34.7 | +3:52.4    |
| 9.   | Léo Rossel           | Mathieu Maurin       | Ford Fiesta Rally2     | 49:42.6 | +4:00.3    |
| 10.  | Ricardo Triviño      | Marc Martí           | Škoda Fabia Rally2 evo | 49:49.2 | +4:06.9    |